# Франсоа-Доминик Тусен Лувертюр
Франсоа Доминик Тусен Лувертюр (на френски: François-Dominique Toussaint L'Ouverture) е водач на Хаитянското въстание на робите от 1791 г. и основна фигура в последвалите борби.
Баща му Гау Гину е роб, докаран в Хаити и продаден на граф дьо Бреда. Тусен е неговият най-голям син, а датата на раждането му е 20 май или 1 ноември (Ден на Вси светии, откъдето е името му Toussaint). Той приема фамилното име Бреда от своя собственик. Дьо Бреда е сравнително хуманен и окуражава Тусен да се научи да чете. Още преди военната си кариера той е вече известен ездач и билкар. Жени се за жена на име Сюзан и двамата имат син Пласид.
Макар че приживе това не е широко известно, по време на оглавяваното от него робско въстание той всъщност е свободен човек. Освободен е от робство на 33-годишна възраст и според колониалните регистри държи под аренда около 150 дка с 13 роби, отглеждащи кафе. По време на наемането на тази земя той все още не може да се подписва, но в началото на въстанието вече може да пише.
Френската революция от 1789 г. оказва силно въздействие на жителите на острова. Вдъхновени от новата философия на Просвещението, французите обявяват Декларацията за правата на човека и гражданина, обхващаща всички свободни хора. Когато обещаните права и свободи са оттеглени под натиска на плантаторите, това предизвиква масови бунтове на роби.
Тусен не взима участие в кампанията на Венсан Ож – богат свободен чернокож, който се опитва да издейства избирателни права за тази група. Ож е разгромен през октомври 1790 г. За сметка на това Тусен става помощник на Жорж Биасу по време на бунта през август 1791 г. Въстанието се разраства бързо и армията на чернокожите постига изненадващи успехи срещу изтощените от болести и зле командвани европейски войски. През 1793 г. Тусен за кратко се съюзява с испанците и получава прякора Лувертюр, който приема за свое фамилно име. По-късно през същата година британците окупират по-голямата част от крайбрежните селища на Хаити, включително днешната столица Порт о Пренс.
През 1793 г. Леже Фелисит Сонтонакс и Етиен Полверел – представители на френското революционно правителство в Париж, предлагат свобода на робите, които се присъединят към тях във войната срещу белите контрареволюционни сили и чуждите нашественици. На 4 февруари 1794 г. тези заповеди за еманципация са ратифицирани от Конвента в Париж, който забранява робството във всички колонии на Френската република. В началото на май 1794 г. Тусен изоставя испанците и се присъединява към френската армия, заедно с хиляди чернокожи войници. При засилващия се авторитет на Тусен тази френска армия от негри, мулати и бели отблъсква британските и испански сили. След като армията на Тусен печели 7 битки за 1 седмица през януари 1798 г., британците се изтеглят от Хаити.
През 1799 г. той навлиза в южния полуостров на страната и нанася поражение на мулатския генерал Андре Риго – негов най-голям съперник за властта в колонията. Испанците са победени през 1800 г. Тусен съставя комитет, който да напише конституция на колонията, която влиза в сила през 1801 г.
Когато Наполеон идва на власт във Франция, той започва да си сътрудничи с колонистите, за да превърне отново карибските територии в печеливши плантаторски колонии. Отричайки, че се опитва да върне робството, Шарл Льоклерк, зет на Наполеон, се опитва да възстанови френския контрол в Хаити през 1802 г. Тусен е поканен на преговори, но е заловен и изпратен във Франция, където умира в плен през следващата година.